# Goudou (Burkina Faso)
Pour les articles homonymes, voir Goudou.
Ne doit pas être confondu avec Goumou (Burkina Faso).
Goudou est un village du département et la commune rurale de Toécé, situé dans la province du Bazèga et la région du Centre-Sud au Burkina Faso.

## Santé et éducation
Le centre de soins le plus proche de Goudou est le centre de santé et de promotion sociale (CSPS) de Toécé.